# Górczyn (Poznań)

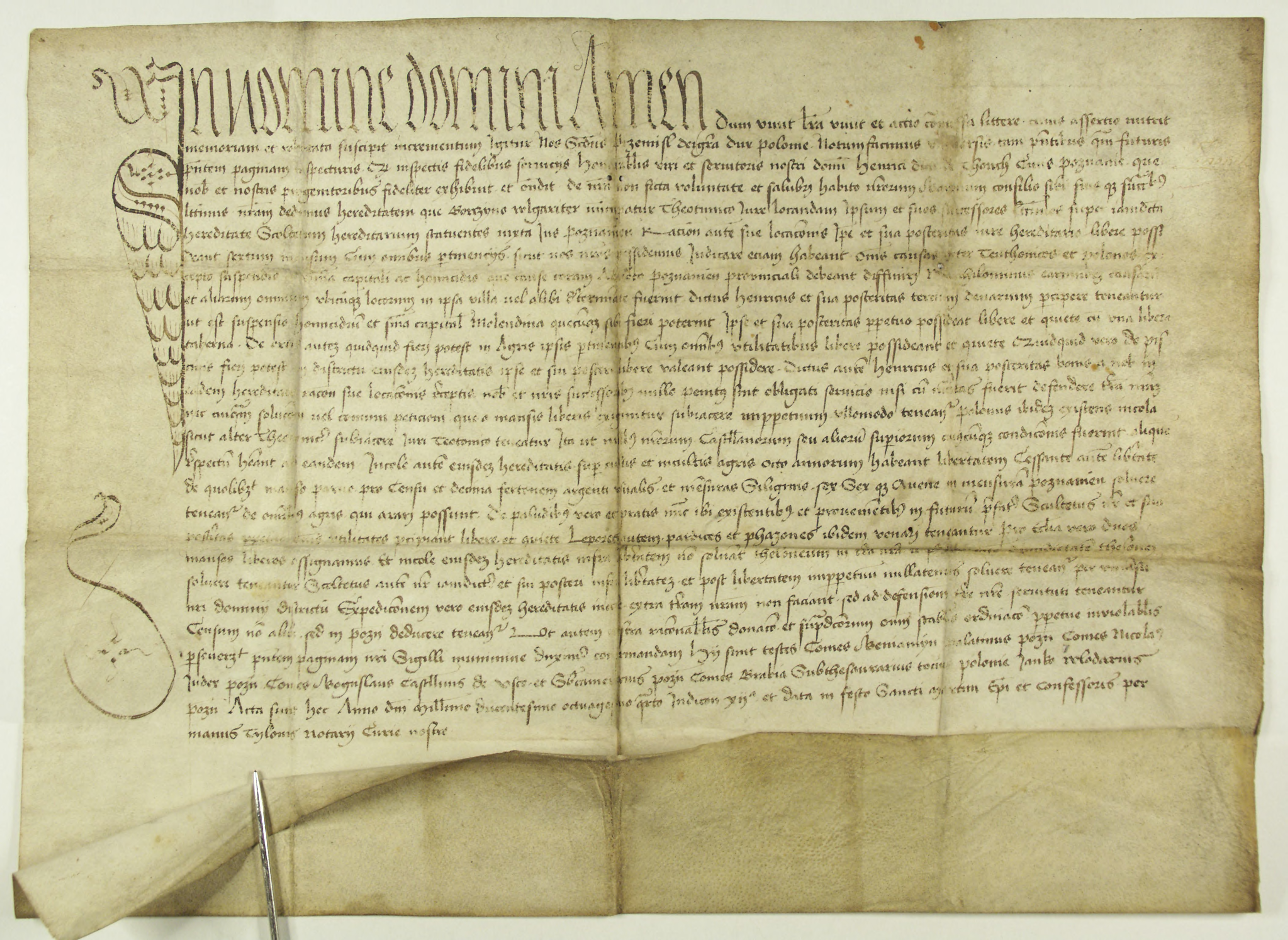
XVI-wieczna kopia dokumentu Przemysła II z 1284 r. lokującego Górczyn (ze zbiorów Archiwum Państwowego w Poznaniu)

Górczyn – część miasta Poznania, w jego zachodniej części, na osiedlu samorządowym Górczyn.

## Historia
Na terenie obecnej części Poznania o nazwie Górczyn istniała kiedyś wieś o tej nazwie. Dawniej znajdowała się ok. 4 km na południowy zachód od centrum Poznania. Miejscowość pierwotnie była związana z Wielkopolską. Istnieje co najmniej od drugiej połowy XIII wieku i ma średniowieczną metrykę. Po raz pierwszy odnotowana została w łacińskim dokumencie z 1284, który został transumowany w 1390, gdzie odnotowano ją jako "Gorczino", 1285 transumowany w 1485 "Gorczyno", 1291 "Gorcino", 1299 "Gorcyne", 1436 "Gorczin", 1469 "Gurtschin", 1520 "Gurczyno".
Miejscowość była początkowo własnością rycerską, od 1284 książęcą, od 1287 kościelną należącą w części altarii i wikariuszy katedry poznańskiej, w części także do kapituły poznańskiej. Od 1299 w części należała do miasta Poznania. W 1508 leżała w powiecie poznańskim województwa poznańskiego w Koronie Królestwa Polskiego. W 1482 leżała w parafii św. Marcina koło Poznania.
W 1284 komes Sędziwój podkomorzy księcia wielkopolskiego Przemysła II oddał mu wieś Górczyn, stanowiącą jego ojcowiznę, a w zamian za nią otrzymał wieś Kopajno w powiecie koneckim, obecnie to Kopojno koło Zagórowa. W 1284 książę Przemysł II lokował wieś na prawie magdeburskim. Zachował się dokument z tej lokacji mówiący o tym, że w 1284 książę Przemysł II powierzył Henrykowi z Tonch (miejscowość niezidentyfikowana) mieszczaninowi poznańskiemu, dziedzinę Górczyn w celu jej lokowania na prawie niemieckim ustanawiając go sołtysem dziedzicznym w Górczynie według prawa poznańskiego. Sołtys otrzymał co szósty łan z wszelkimi przynależnościami, sądownictwo między Niemcami a Polakami z wyjątkiem spraw o zabójstwo i kary śmierci, które podlegały landwójtowi poznańskiemu (wymienionym w dokumencie po łacinie jako "advocatus provincialis"), a także 1/3 z kar sądowych, prawo budowy młynów i karczmy oraz stawów rybnych. Sołectwo miało być wolne od służby z wyjątkiem potrzeby obrony kraju. Górczyn otrzymał immunitet sądowy; mieszkańcy wsi obdarzeni zostali wolnizną z ról uprawianych i nieuprawnych na 8 lat. Po jej upływie z każdego łanu małego oraz ze wszystkich ról nadających się do orki mieli płacić z tytułu czynszu i dziesięciny jeden wiardunek srebra, 6 ćwiertni żyta oraz 6 owsa miary poznańskiej. Sołtys otrzymał wszystkie pożytki z istniejących tu moczarów i łąk, prawo polowania na zające, kuropatwy i cietrzewie, a także zwolnienie od ceł zarówno w okresie wolnizny, jak i po jej upływie na terenie ziem księcia. Mieszkańcy wsi mieli być zwolnieni od cła całkowicie w czasie wolnizny, a po niej do jego połowy. Zostali też uwolnieni od udziału w wyprawach wojennych, lecz zobowiązani do obrony kraju. Czynsze mieli odwozić tylko do Poznania. Książę przeznaczył też dwa łany wolne dla kościoła.
W 1287 książę wielkopolski Przemysł II nadał część Górczyna altarii katedry poznańskiej i ufundował altarię św. Trójcy i św. Jadwigi, Albana, Eustachego w katedrze poznańskiej, uposażając ją w czynsz roczny w wysokości 4 grzywien srebra oraz w rolę (łac. "aratura")zwaną "Kałek" przyległą do wsi Górczyn o powierzchni 8 wielkich pługów wraz z całym inwentarzem oraz w 20 łanami we wsi Górczyn nadając tym posiadłościom immunitety jak we wsiach kapituły poznańskiej. W 1299 książę polski Władysław I Łokietek nadał część wsi miastu Poznaniowi, jednak pod warunkiem utrzymywania po czterech kuszników i stróżów. Druga część wsi była własnością mieszczanina poznańskiego, a trzecia wikariusza katedralnego..
W 1469 miasto wykupiło część mieszczańską, należącą wówczas do Jana Słupskiego i chciało opanować całą wieś. W 1600 Piotr Górczyn rodem z tej wsi, kanonik krakowski i wikariusz przy katedrze poznańskiej, wytoczył miastu proces o cztery łany sołeckie. Część wsi Górczyno, będąca własnością kapituły katedralnej poznańskiej, pod koniec XVI wieku leżała w powiecie poznańskim  województwa poznańskiego. Proces przeciągał się do 1610, kiedy to miasto ostatecznie otrzymało całą wieś. Folwark górczyński przynosił Poznaniowi około 1500 złotych polskich dochodu rocznie. Po zniszczeniach wojennych i epidemiach, które nawiedziły Wielkopolskę w XVII i XVIII wieku, w latach 1750–1753 władze Poznania sprowadziły do wsi kolonistów z okolic Bambergu - przodków Bambrów. Według danych ze spisu powszechnego w 1789 (pierwszego w Polsce) Górczyn zamieszkiwały 263 osoby (w 1819 było ich tylko 218). 30 lipca 1814 około godz. 19.00 od Górczyna rozpoczęło się formowanie konduktu i wprowadzenie do Poznania zwłok księcia Józefa Poniatowskiego, wwiezionych przez generała Michała Sokolnickiego. W Górczynie kondukt powitał książę Kalikst Poniński. Oprócz Sokolnickiego kondukt dalej poprowadził też generał Jan Nepomucen Umiński. Mieszkańcy Górczyna jako jedni z nielicznych, pod dowództwem swojego sołtysa, Macieja Palacza, wzięli udział w powstaniu 1846 roku. Pod koniec XIX wieku były tu dwa większe folwarki włościańskie, należące do braci Palaczów. Po zniesieniu Twierdzy Poznań, w 1900 roku wieś włączono do Poznania. W czasach zaborów władze pruskie nadały wsi, a później części Poznania urzędową nazwę Gortschin. Szczególny rozwój dzielnicy miał miejsce w latach 20. i 30. wieku. W 1929 powołano odrębną dla mieszkańców Górczyna parafię św. Krzyża.  
Górczyn w latach 1954–1990 należał do dzielnicy Grunwald.
W 1993 roku utworzono jednostkę pomocniczą miasta Osiedle Górczynek. W 1994 r. utworzono Osiedle ks. Ignacego Skorupki. Następnie w 1999 r. utworzono osiedle Górczyn. W 2002 r. zmieniono granice osiedla Górczynek. W 2010 r. w Poznaniu przeprowadzono reformę funkcjonalną jednostek pomocniczych i zdecydowano o połączeniu z dniem 1 stycznia 2011 roku  osiedli administracyjnych Górczyn, Górczynek i os. ks. Ignacego Skorupki w jedno osiedle Górczyn.

## Architektura
Przy takich ulicach jak Palacza, Sielska, Kuźnicza i Kosynierska pozostały zabudowania z XIX wieku, w tym pozostałości wiejskich zagród. W latach 2004–2007 znaczna część budynków została ocieplona i uzyskała nową kolorystykę. Przy ul. Głogowskiej, przed Wiaduktem Kosynierów Górczyńskich, można podziwiać wzniesione w latach 1927–1929 według projektu Jerzego Tuszowskiego pierwsze w Poznaniu modernistyczne osiedle mieszkaniowe, zwane popularnie Budowkami. W połowie lat 70. XX wieku na Górczynie zaczęły powstawać bloki mieszkalne z wielkiej płyty. Na skraju Górczyna, przy ul. Ściegiennego, położony jest Cmentarz Górczyński. Na Górczynie są zlokalizowane szkoły – Szkoła Podstawowa nr 10 im. Arkadego Fiedlera przy ul. Bosej (tzw. ,,Budynek A") wraz z budynkiem starego Gimnazjum nr 50 na ul. Ściegiennego (tzw. ,,Budynek B") oraz Szkoła Podstawowa nr 69 im. Jarogniewa Drwęskiego wraz z budynkiem starego Gimnazjum nr 53 przy ul. Winklera; a także dwa przedszkola: w Parku Górczyńskim i przy ulicy Bosej. W związku z tym, iż teren jest uzbrojony we wszystkie media wykorzystuje się każdy wolny kawałek ziemi. Powstają nowe budynki. I tak zbudowany w 2010 roku budynek przy ul. Górczyńskiej 42, budowany obecnie budynek przy ul. Górczyńskiej 46, a także budowany obecnie budynek przy ulicy Jarochowskiego między ulicami Sielską a Górczyńską.

## Komunikacja
Na Górczynie znajduje się Wiadukt Kosynierów Górczyńskich. Pod wiaduktem znajduje się stacja kolejowa Poznań Górczyn, skąd można pojechać w kierunku Zbąszynka, Zielonej Góry, Nowego Tomyśla a także do stacji Poznań Główny. Przez Poznań Górczyn przebiegają również tory kolejowe dla pociągów jadących bezpośrednio (bez wjazdu na Poznań Główny) w kierunku stacji Poznań Starołęka i dalej. W związku z meczami  EURO 2012 w Poznaniu stacja kolejowa Poznań Górczyn miała być znacznie zmodernizowana, do czego ostatecznie nie doszło.
Po trzech latach remontu w dniu 14 maja 2009 oddano do użytku zmodernizowany odcinek ulicy Głogowskiej na odcinku od Wiaduktu Kosynierów Górczyńskich aż do węzła Poznań Komorniki z południową obwodnicą Poznania (autostrada A2).

### Komunikacja miejska
Z pętli tramwajowej Górczyn PKM odjeżdżają tramwaje 3 linii:
- 5 → Zawady
- 14 → Os. Sobieskiego
- 17 → Starołęka PKM

W bezpośrednim sąsiedztwie pętli tramwajowej znajduje się również dworzec autobusowy „Górczyn PKM”, na którym zatrzymują się:
- linie dzienne MPK[15]
  -  149 → Dębiec PKM
  -  163 → Garbary
  -  175 → Dębiec PKM
  -  180 → Sycowska Centrum Handlowe
  -  182 → Osiedle Wichrowe Wzgórze
  -  193 → Osiedle Sobieskiego
- linie nocne MPK[16]
  -  213 Dębiec PKM ↔ Mogileńska
  -  223 Kacza ↔ Mogileńska

- linie podmiejskie podlegające ZTM Poznań[15]
  -  610 → Dębiec (przewoźnik: Translub Luboń)
  -  614 → Luboń/Kręta (przewoźnik: Translub Luboń)
  -  616 → Luboń/Żabikowo (przewoźnik: Translub Luboń)
  -  701 → Komorniki/Jeziorna (przewoźnik: PUK Komorniki)
  -  702 → Komorniki/Osiedle Zielone Wzgórze (przewoźnik: PUK Komorniki)
  -  703 → Konarzewo/Pętla (przewoźnik: PUK Komorniki)
  -  704 → Głuchowo/Stawna (przewoźnik: PUK Komorniki)
  -  705 → Konarzewo/Pętla (przewoźnik: PUK Komorniki)
  -  707 → Rosnówko/PKM (przewoźnik: PUK Komorniki)
  -  710 → Komorniki/Kolumba (przewoźnik: PUK Komorniki)
- linie podmiejskie nocne podlegające ZTM Poznań[15]
  -  250 → Głuchowo/Stawna (przewoźnik: PUK Komorniki)

## Galeria zdjęć

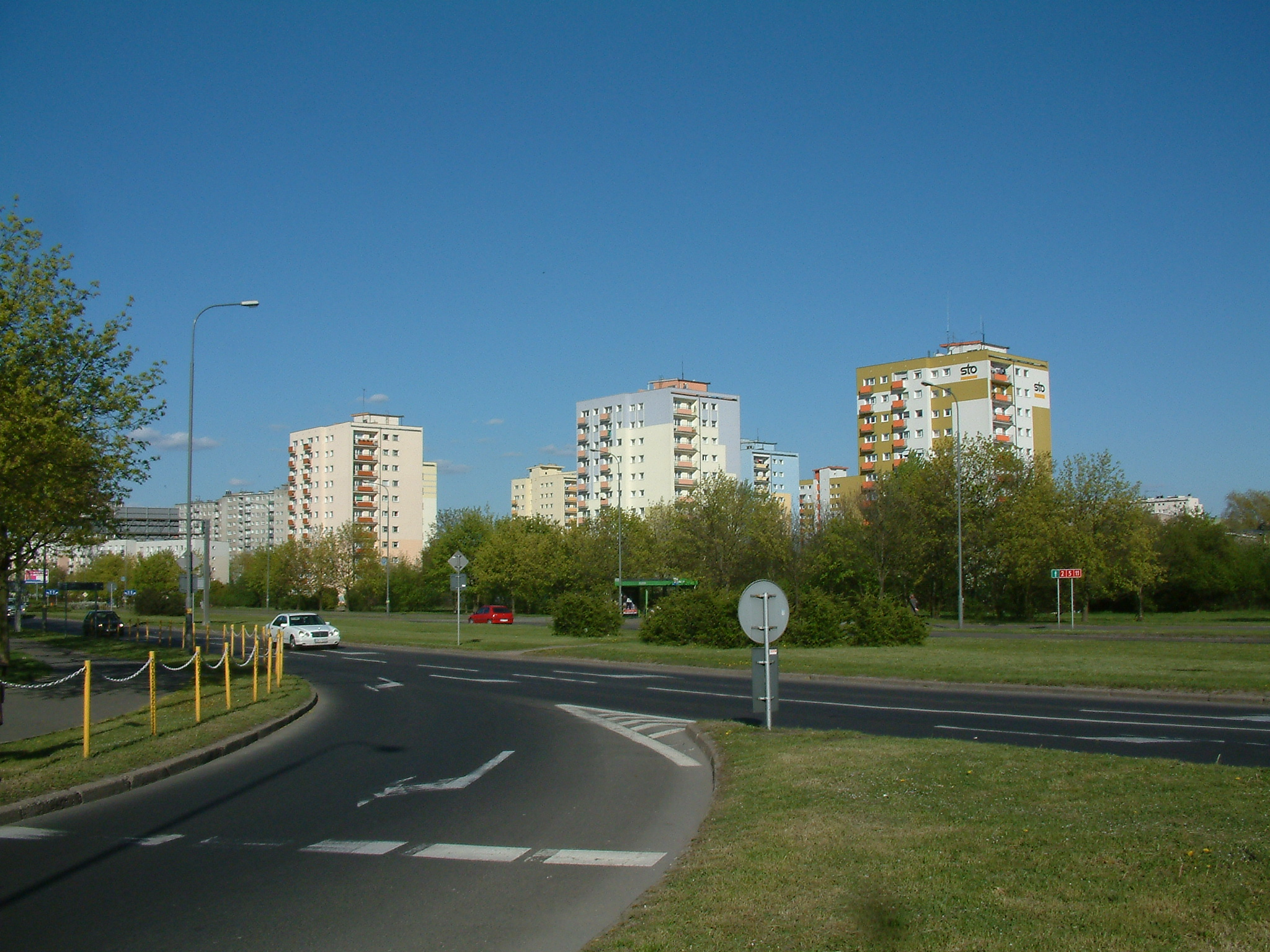
Nowa część Górczyna - ul. Arciszewskiego
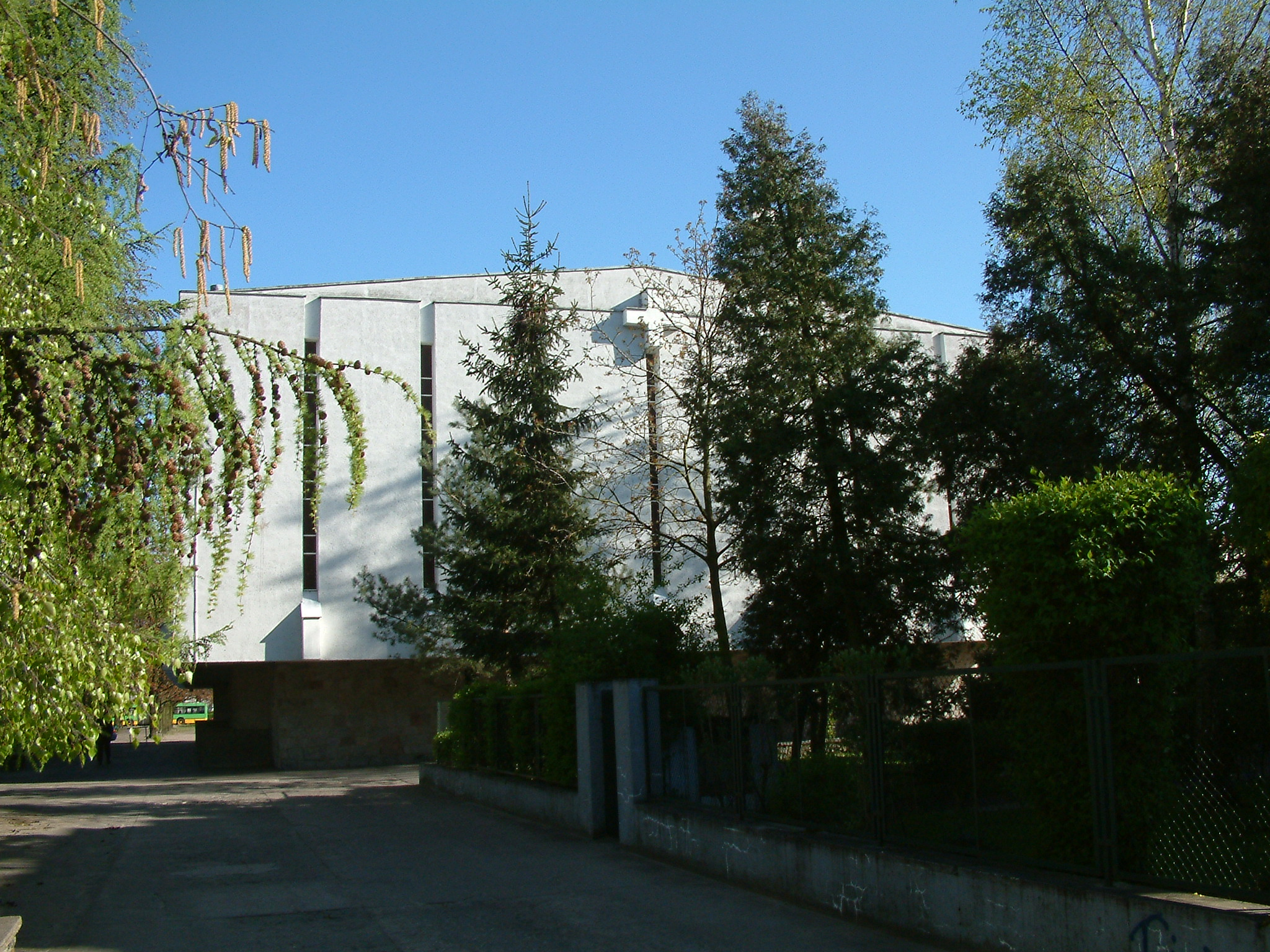
Kościół parafialny pw. Św. Krzyża przy ul. Częstochowskiej
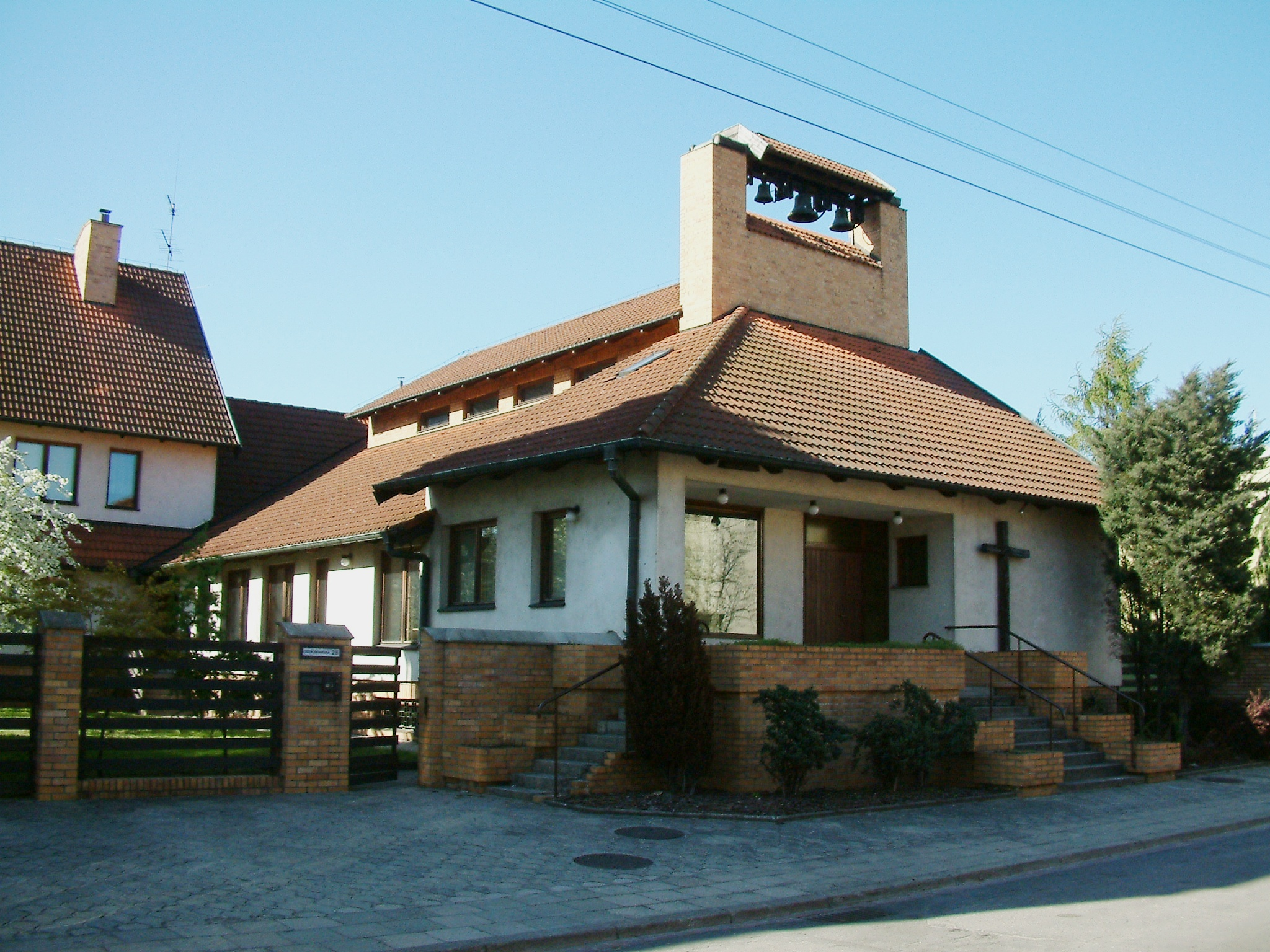
Kościół Ewangelicznych Chrześcijan "Emmanuel"